# Anobium rufipes
Anobium rufipes är en skalbaggsart som beskrevs av Fabricius 1792. Anobium rufipes ingår i släktet Anobium, och familjen trägnagare. Arten är reproducerande i Sverige.